# نحن جبالنا

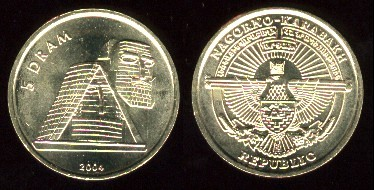
النصب في عملة 5 درام

نحن جبالنا (بالأرمنية: Մենք ենք մեր լեռները)‏ هو نصب تذكاري كبير شمال ستيباناكيرت، عاصمة أرتساخ المستقلة وغير المعترف بها. يُنظر إلى التمثال، الذي أكمله سارجيس بغداسريان في عام 1967، على نطاق واسع كرمز للتراث الأرمني في المنطقة. يتكون النصب التذكاري من طفه بركانية ويصور رجلًا عجوزًا وامرأة محفورين في الصخر، تمثل سكان جبال قره باغ. تُعرف أيضًا باسم الجد والجدة ويتم إستخدامها في شعار جمهورية أرتساخ.

## جدل
كان استخدام النصب التذكاري خلال مقطع فيديو يسبق الأداء في مسابقة الأغنية الأوروبية لعام 2009 هو الأول من عدة صراعات سياسية خلال المنافسة المتعلقة بأرمينيا وأذربيجان. نشأ الصراع من فيديو تمهيدي «بطاقة بريدية» تم تشغيله قبل أداء أرمينيا في جولة نصف النهائي، والتي صورت النصب التذكاري إلى جانب رموز أخرى لأرمينيا. اشتكى ممثلون من أذربيجان لاتحاد البث الأوروبي من استخدام «نحن جبالنا» في المقدمة الأرمينية، لأن إقليم ناغورنو كاراباخ هو بحكم القانون جزء من أذربيجان. ردًا على الشكوى، تم تحرير الصورة من الفيديو في النهائيات. ومع ذلك، ردت أرمينيا على القرار من خلال تضمين صور متعددة للنصب التذكاري في عرض التصويت — على شاشة فيديو في الخلفية، وعلى ظهر حافظة المتحدث باسمهم سيروشو.

## في الثقافة الشعبية
يظهر هذا النصب التذكاري في العمل الفني لأغنيتي«حماية الأرض» و «إبادة البشر» للفرقة الأرمنية الأمريكية سيستيم أوف داون للفت الانتباه إلى حرب مرتفعات قرة باغ 2020.